# Oroluk
Oroluk è una municipalità disabitata dello Stato di Pohnpei facente parte del distretto delle isole esterne di Pohnpei. Include l'atollo Oroluk e Minto Reef.
Al censimento del 1980 Oroluk contava 6 abitanti. Nel 2008 ne contava 10, ma adesso i due atolli sono disabitati.